# مصارعة الكلاب

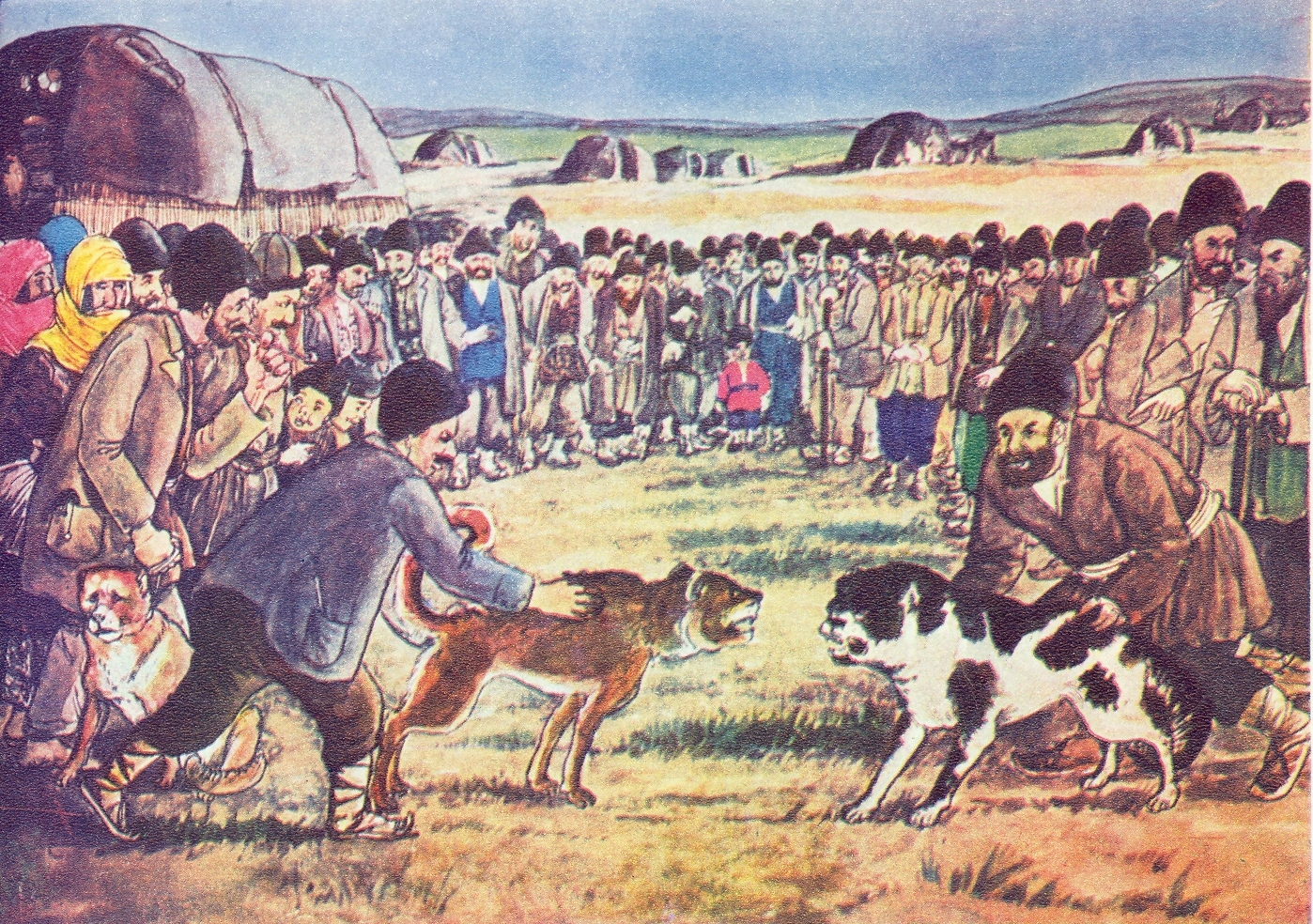
مصارعة كلاب.

مصارعة الكلاب هي نوع من الرياضات الدموية تتضمن مصارعة كلاب مخصصة للقتال ضد بعض في حلقة أو حفرة لأغراض القمار أو الترفيه للمتفرجين.
عادة ما تستمر مصارعة الكلاب حتى يتم إعلان فوز كلب واحد وذلك يحدث عندما يموت الكلب أو يهرب أحد الكلاب من الحلقة. في بعض الأحيان تنتهي مصارعة الكلاب دون إعلان فائز ؛ على سبيل المثال قد يوقف صاحب الكلب القتال.
تدر مصارعة الكلاب الأرباح من رسوم الدخول والقمار.حظرت معظم دول العالم مصارعة الكلاب لكنها لا تزال قانونية في بعض البلدان مثل اليابان وأجزاء من روسيا وألبانيا.